# Jezebel (single)
Jezebel is een single van de Finse band The Rasmus waarmee ze hun land vertegenwoordigden op het Eurovisiesongfestival van 2022. Het nummer behaalde hier de 21e plaats. In de Finse hitparade, de Suomen virallinen lista, behaalde het de vierde plek. Het nummer is een hommage aan sterke onafhankelijke vrouwen. De titel is een verwijzing naar de Israëlische koningin Izebel, die in de Bijbel omschreven wordt als een koppige maar ook boosaardige vrouw. De titel is met een knipoog bedoeld.
Het nummer gaat over een vrouw die mannen gebruikt, en een litteken op hun hart achterlaat. In de videoclip is de zanger, Lauri Ylönen, vastgebonden te zien op een bed in een kelder met kaarsen om hem heen. Ook is te zien hoe hij eerder die avond afdaalt in een trappenhuis met gemaskerde mensen om hem heen, geïnspireerd op een scène uit Eyes Wide Shut. Uiteindelijk wordt hij uit het bed bevrijd door Jezebel.